# Federico Hernández de León
Federico Hernández de León (Mazatenango, Guatemala 4 de marzo de 1882-1959) fue un escritor y periodista guatemalteco. Estudió en el Instituto Nacional Central para Varones de Guatemala, de donde se graduó con el diploma de Bachiller en Ciencias y Letras en 1900. Activo políticamente, fue apresado durante los últimos años del gobierno del licenciado Manuel Estrada Cabrera, encontrándose recluido en la Penitenciaría Central de Guatemala cuando cayó el presidente el 14 de abril de 1920. Tras su liberación, entró directamente a hacerse cargo del Diario de Centro América, periódico semioficial de Guatemala en ese entonces. Posteriormente, editó Nuestro Diario, periódico que dirigió junto a Carlos Bauer Avilés.

## Biografía

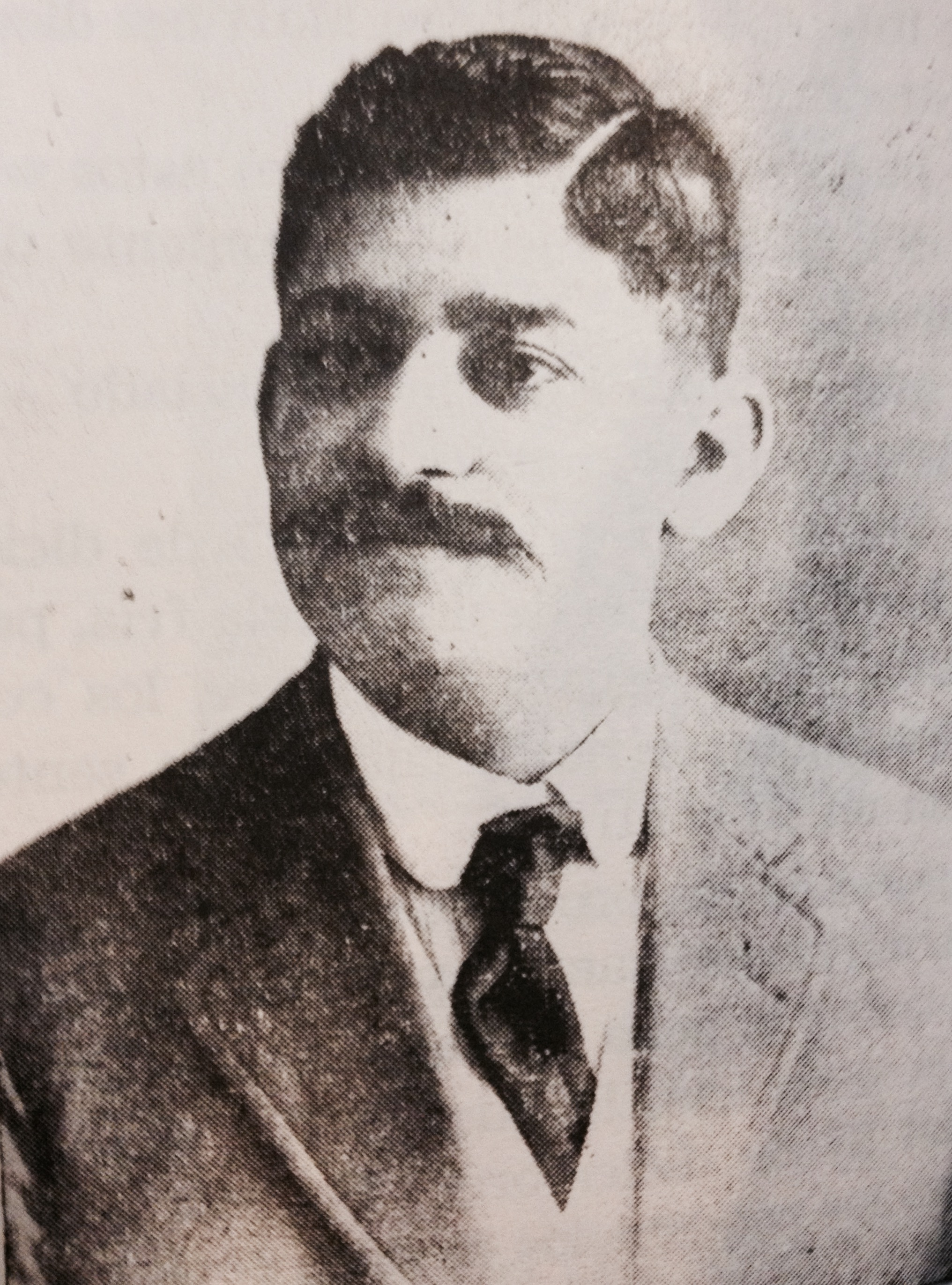
Silverio Ortiz, líder obrero guatemalteco.

Miembro de la comunidad literaria de Guatemala, participó en numerosas funciones que reunieron a personajes comoJosé Santos Chocano -poeta peruano que radicó en Guatemala durante el gobierno de Manuel Estrada Cabrera, Rafael Arévalo Martínez y Adrián Recinos.
Durante sus más de seis años de encarcelamiento en la Penitenciaría Central de Guatemala, Hernández de León sufrió numerosos vejámenes que lo dejaron al borde de la muerte; pero su amigo, el líder obrero Silverio Ortiz abogó por él ante el ministro plenipotenciario de los Estados Unidos, mostrándole la ropa ensangrentada de Hernández de León.
Tras la caída de Estrada Cabrera en 1920 fue liberado y regresó al periodismo. Fue diputado y secretario de la Asamblea Nacional Constituyente de Guatemala en 1927, y luego en la Asamblea Nacional Legislativa a partir de 1930. Durante esta última, se vio involucrado en los múltiples cambios de presidente que se dieron luego del derrame cerebral que sufriera el presidente general Lázaro Chacón el 12 de diciembre de 1930.
En 1940 correspondió a Hernández de León devolver el favor a Silverio Ortiz:  en 1943, a pesar de estar postrado en una cama de hospital, Ortiz Rivas fue encarcelada definitivamente por el presidente general Jorge Ubico quien estaba resuelto a no sacarlo de la Penitenciaría Central hasta que terminara su mandato. Hernández de León preguntó al presidente Ubico personalmente si podía liberar a Ortiz, pero el general se negó rotundamente.

### Polémica deSemilla de Mostaza

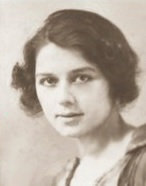
Elisa Hall de Asturias, autora de Semilla de Mostaza.

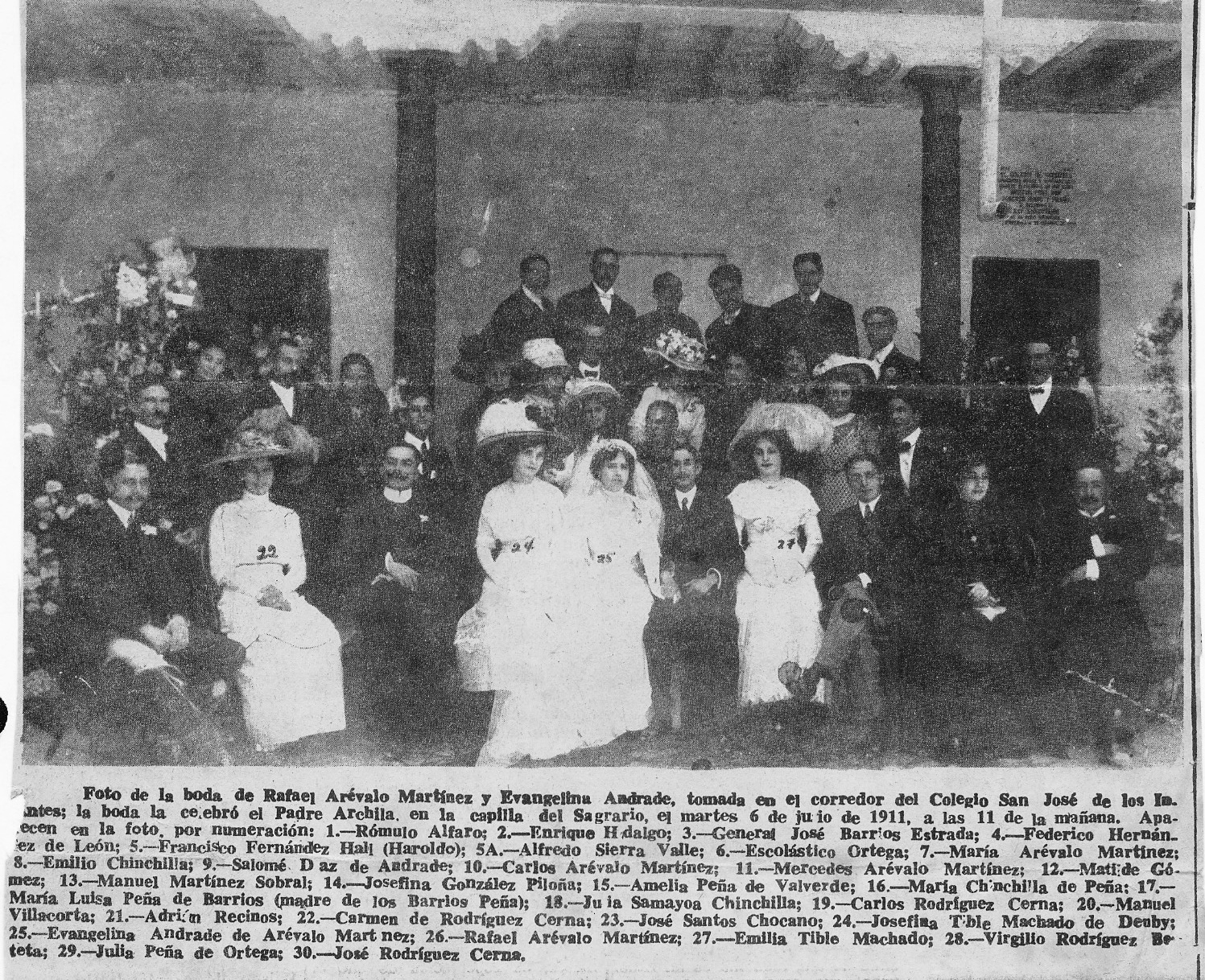
Matrimonio de Rafael Arévalo Martínez y Evangelina Andrade en 1911, en el patio del Colegio San José de los Infantes. Hernández de León asistió, y se encuentra de pie en la última fila, segunda de derecha a izquierda.

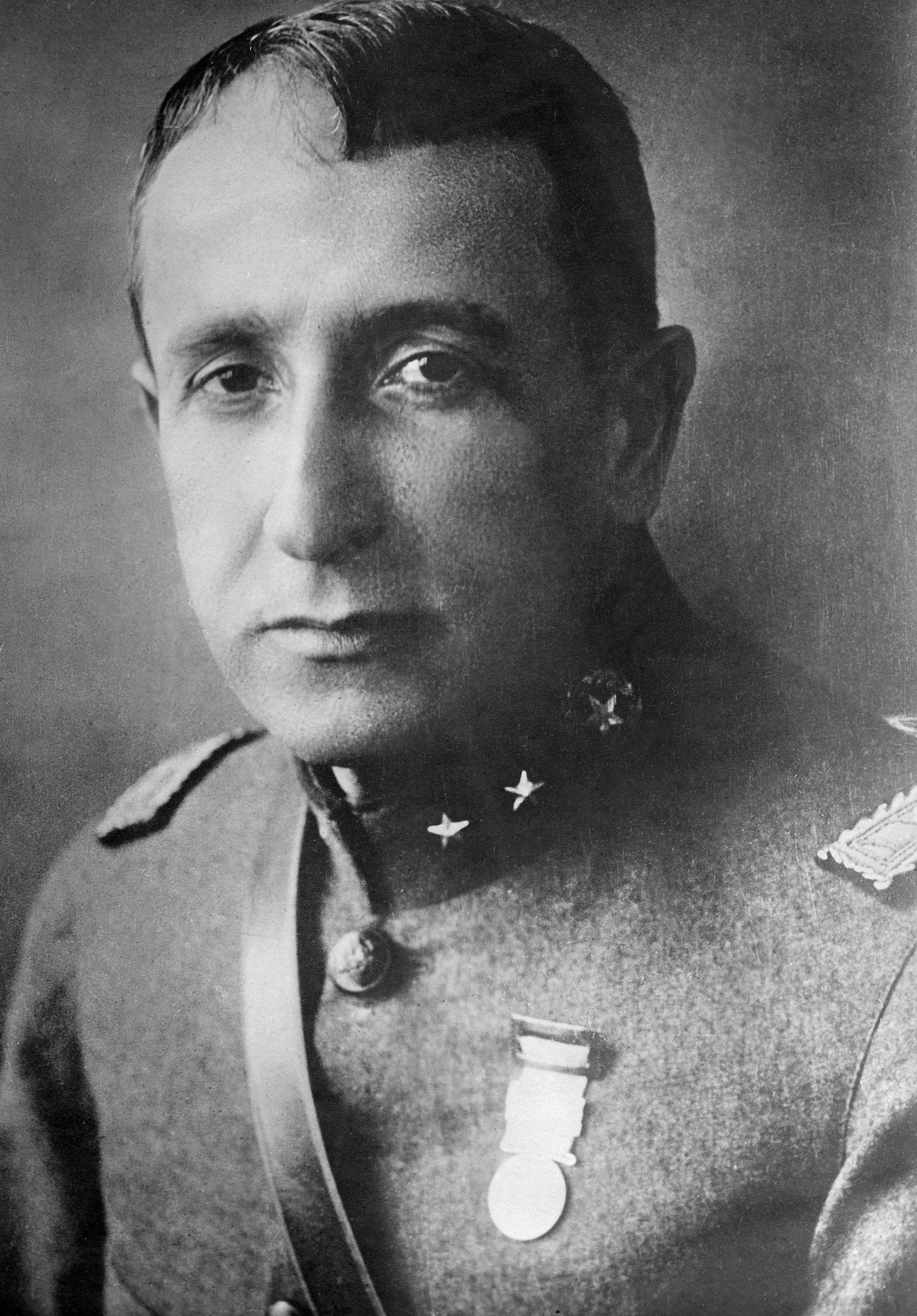
General Jorge Ubico, presidente de Guatemala.

La primera edición de Semilla de mostaza de la escritora guatemalteca Elisa Hall de Asturias se imprimió en octubre de 1938 y contó con una tirada de mil ciento cincuenta ejemplares de cuatrocientas dieciséis páginas, impresos con el respaldo del gobierno del presidente general Jorge Ubico Castañeda, en los talleres de la Tipografía Nacional. Esta primera edición fue cuidadosamente revisada por la escritora y primorosamente adornada por ella misma con dibujos y vírgulas en la carátula e interiores.
El libro de Hall causó general estupefacción entre sus lectores; todos coincidían en que se trataba de una obra maestra comparable con la producción de Lope de Vega, de Luis de Góngora y de Miguel de Cervantes, y que no solo iba a enriquecer a las letras guatemaltecas sino a las del continente y a la literatura universal. Hernández de León\ lo expresó así en el Diario de Centro América: «…el parecer uniformado se expresó en cálidos elogios: había desenfado, agilidad y donaire, sabor de vino rancio y color de oro viejo…».  Pero algunos críticos dudaron de que «Semilla de mostaza» -por ser una obra de arte magistral- pudiese ser obra de una mujer que se daba a conocer con semejante monumento escritural en el mundo de las letras y que, además, no había cursado universidad alguna, sino que había estudiado en la intimidad de su hogar. Estos críticos consideraban que era imposible que una fémina fuese capaz de manejar la pluma de manera tan maravillosa y amena. Este fue motivo suficiente para que se desencadenara un debate en torno a la autoría de la obra.
En realidad, los intelectuales guatemaltecos aprovecharon la oportunidad de una polémica alejada de la polémica política, la cual era fuertemente censurada, e intentaron hacer gala de su erudición. Entre los periódicos que estuvieron implicados en la polémica están El Imparcial, Nuestro Diario y El Liberal Progresista, que aunque no eran estatales, usualmente ofrecían puntos de vista afines al oficialismo del general Ubico Castañeda.

### Monumento a Enrique Gómez Carrillo

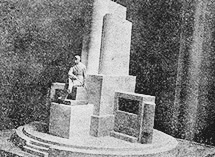
Maqueta original del monumento a Gómez Carrillo.}

El 9 de julio de 1941, a iniciativa del escritor nicaragüense Juan Manuel Mendoza, quien fuera biógrafo de Enrique Gómez Carrillo, se instituyó el Comité pro-monumento a Enrique Gómez Carrillo, el cual estuvo presidido por la señora Natalia Górriz de Morales. El comité tuvo entre sus colaboradores a Miguel Ángel Asturias y a Hernández de León, quienes pusieron a la orden del mismo, el Diario del Aire, y Nuestro Diario, respectivamente.

## Obras literarias
Las páginas de Nuestro Diario se llenaron por mucho tiempo con las efemérides que escribía Hernández de León y con las acotaciones a la vida internacional que escribía Bauer Avilés, así como con editoriales que se alternaban ambos con su prosa inteligente, ágil y contundente.
Entre sus primeras obras se incluyen:
- Dos Crepúsculos (1919)
- El Libro de las Entrevistas (1920)[1]

Hernández de León fue reconocido en Guatemala por su labor periodística en Nuestro Diario y por sus libros históricos y de reportajes El Libro de las Efemérides y Viajes Presidenciales. En particular, El Libro de las Efemérides abarca en sus ocho tomos la historia de América Central desde una perspectiva liberal y está escrito utilizando una prosa amena y a veces burlona que resulta muy entretenida para el lector.  Por su parte, Viajes Presidenciales, conocido también como Breves relatos de algunas expediciones administrativas del General D. Jorge Ubico, presidente de la república, relata las incidencias de los viajes presidenciales del presidente Jorge Ubico Castañeda.

## Afiliaciones
- Miembro de la Academia Guatemalteca, correspondiente de la Real Academia Española
- Miembro del Partido Liberal Progresista de Guatemala.

## Información adicional
- Cuando dirigió Nuestro Diario dio trabajo como columnista a Clemente Marroquín Rojas, quien luego se convertiría en un célebre periodista guatemalteco. Rojas llegó incluso a dirigir el periódico y a escribir la columna de «Efemérides» durante las ausencias de De León.

### Obras de Hernández de León
- Hernández de León, Federico (1925). El libro de las efemérides: Capítulos de la Historia de la América Central. Tomo I. Guatemala: Tipografía Sánchez y de Guise.
- — (1929). El libro de las efemérides: Capítulos de la Historia de la América Central. Tomo II. Guatemala: Tipografía Sánchez y de Guise.
- — (1930). El libro de las efemérides: capítulos de la historia de América Central. Tomo III. Sánchez y de Guise.

- Datos: Q17478072